# 페러그린과 이상한 아이들의 집
《페러그린과 이상한 아이들의 집》(Miss Peregrine's Home for Peculiar Children)은 2011년 발행된 미국의 소설이다. 랜섬 릭스가 쓴 것으로, 뉴욕 타임스 베스트셀러 리스트에 올랐다.